# Gizziello
Gioacchino Conti, llamado Gizziello (Arpino, Lazio, Italia, 28 de febrero de 1714-Roma, Italia, 25 de octubre de 1761) fue un castrato italiano, que cantaba como soprano.

## Biografía
Estudió en Nápoles durante siete años con Domenico Gizzi de quien tomó el diminutivo de su apellido como nombre artístico. Debutó en 1730 a la temprana edad de 15 años en Roma obteniendo un gran éxito y su fama se extendió rápidamente. Volvió a triunfar en 1731, con las representaciones de las óperas Artaserse y Dido abandonada de Leonardo Vinci.
Recorrió Europa, pero en especial Londres, en ese momento Händel se encontraba allí, el cual contrató a Gizziello. Llegó a interpretar obras de Händel como Atalanta, Giustino, Berenice, Arminio y Ariodante.
Llegó a estrenar óperas de los músicos más famosos de su tiempo como Niccolò Jommelli (Manlio, 1746), Baldassare Galuppi (Artaserse, 1751) y Johann Adolf Hasse (Demetrio, 1747).
Llegó a tener una voz soprano muy potente, no estaba dispuesto a abusar de la coloratura y recurrió a explicar mejor su estilo fluido, siguió siendo famoso como cantante sentimental y gentil, pero también mantuvo, por supuesto, una condición de absoluta excelencia en el virtuosismo vocal, aunque no tan acrobática como, por ejemplo, la de su contemporáneo (y amigo) Farinelli.
En marzo de 1752 fue contratado por el rey José I de Portugal para cantar y dirigir la Ópera de Lisboa cuyas representaciones tenían lugar en aquel tiempo en la Casa de Indias de Lisboa. Se cita frecuentemente la anécdota de que salvó la vida milagrosamente tras el Terremoto de Lisboa de 1755 y que ese hecho le motivó a retirarse a un convento hasta su fallecimiento, pero parece ser que en realidad su mala salud le obligó a dejar los escenarios en 1753 retirándose a su ciudad natal y posteriormente a Roma donde falleció en 1761.